# Santa Cruz Warriors 2020-2021
La stagione 2020-21 dei Santa Cruz Warriors fu la 15ª nella NBA D-League per la franchigia.
I Santa Cruz Warriors arrivarono secondi nella regular season con un record di 11-4. Nei play-off vinsero i quarti di finale con i Rio Grande Valley Vipers (1-0), perdendo poi la semifinale con i Lakeland Magic (1-0).

## Roster
| N° | Naz.                   | Ruolo | Sportivo       | Anno | Alt. | Peso |
| -- | ---------------------- | ----- | -------------- | ---- | ---- | ---- |
| 2  | Italia (bandiera)      | G     | Nico Mannion   | 2001 | 188  | 86   |
| 3  | Stati Uniti (bandiera) | G     | Jordan Poole   | 1999 | 193  | 88   |
| 4  | Stati Uniti (bandiera) | A     | Dwayne Sutton  | 1997 | 196  | 100  |
| 5  | Stati Uniti (bandiera) | G     | Eli Pemberton  | 1997 | 196  | 88   |
| 6  | Serbia (bandiera)      | A     | Alen Smailagić | 2000 | 206  | 98   |
| 7  | Stati Uniti (bandiera) | G     | Jeremy Lin     | 1988 | 191  | 91   |
| 8  | Stati Uniti (bandiera) | A     | Isaiah Brown   | 1998 | 201  | 82   |
| 9  | Stati Uniti (bandiera) | G     | Dusty Hannahs  | 1993 | 191  | 95   |
| 15 | Stati Uniti (bandiera) | G     | Jacob Evans    | 1997 | 193  | 95   |
| 21 | Stati Uniti (bandiera) | A     | Selom Mawugbe  | 1998 | 208  | 104  |
| 25 | Stati Uniti (bandiera) | GA    | Nate Hinton    | 1998 | 191  | 95   |
| 31 | Stati Uniti (bandiera) | G     | Isaiah Reese   | 1996 | 196  | 84   |
| 41 | Stati Uniti (bandiera) | G     | Ryan Taylor    | 1995 | 198  | 86   |
| 43 | Stati Uniti (bandiera) | A     | Kaleb Wesson   | 1999 | 206  | 122  |
| 66 | Francia (bandiera)     | A     | Axel Toupane   | 1992 | 201  | 97   |

## Staff tecnico
- Allenatore: Kris Weems
- Vice-allenatori: Michael Lee, Anthony Vereen, James Andrisevic
- Preparatore atletico: Long Lam